# La chica de nieve
La chica de nieve és una sèrie de televisió espanyola. Un thriller creat per Jesús Mesas Silva i Javier Andrés Roig per a Netflix. Està basat en la novel·la homònima de Javier Castillo. És protagonitzada per Milena Smit, José Coronado, Aixa Villagrán, Tristán Ulloa, Loreto Mauleón, Julián Villagrán, Raúl Prieto i Cecilia Freire. Es va estrenar a Netflix el 27 de gener de 2023.

## Trama
En 2010, una nena petita, Amaya Martín, desapareix entre la multitud durant la cavalcada de Reis Mags a Màlaga. Una periodista en pràctiques, Miren (Milena Smit), comença la seva recerca per trobar la noia, amb el suport del periodista Eduardo (José Coronado). Fan una recerca en paral·lel a la de la inspectora Belén Millán (Aixa Villagrán). Aquesta recerca despertarà en la jove periodista aspectes del seu passat que volia oblidar i ara la tornen a turmentar.

## Repartiment
- Milena Smit - Miren Rojo
- José Coronado - Eduardo
- Aixa Villagrán - Belén Millán
- Loreto Mauleón - Ana Núñez
- Raúl Prieto - Álvaro Martín Velázquez
- Cecilia Freire - Iris Molina López (Episodi 4 - Episodi 6)
- Julián Villagrán - Santiago Vallejo (Episodi 5)
- Marco Càceres - Chaparro

- Tristán Ulloa - David Luque (Episodi 1 - Episodi 2; Episodi 4)
- Antonio Dechent - Cap Superior de Policia (Episodi 1; Episodi 3)
- Emma Sánchez - Amaya Martín Núñez / Julia Vallejo Molina (5 anys)
- Iratxe Emparan - Amaya Martín Núñez / Julia Vallejo Molina (10 anys)
- Alejandro Vergara - Raúl (Episodi 5)

## Producció
El 22 d'abril de 2021, Netflix va anunciar l'adquisició de tres novel·les espanyoles per adaptar-les a sèries a Espanya: Un conte perfecte, de Elísabet Benavent; Filla del camí, de Lucía Asué Mbomio Rubio; i La noia de neu, de Javier Castillo. El 28 d'octubre de 2021, durant una presentació dels seus futurs continguts originals d'Espanya, la plataforma va confirmar que la sèrie estaria protagonitzada per Milena Smit i dirigida per David Ulloa i Laura Alvea. El 8 de febrer de 2022, el rodatge de la sèrie va començar a Màlaga, amb José Coronado, Aixa Villagrán, Tristán Ulloa, Loreto Mauleón, Julián Villagrán, Raúl Prieto i Cecilia Freire confirmats com a part del repartiment.